# Omzetbelasting

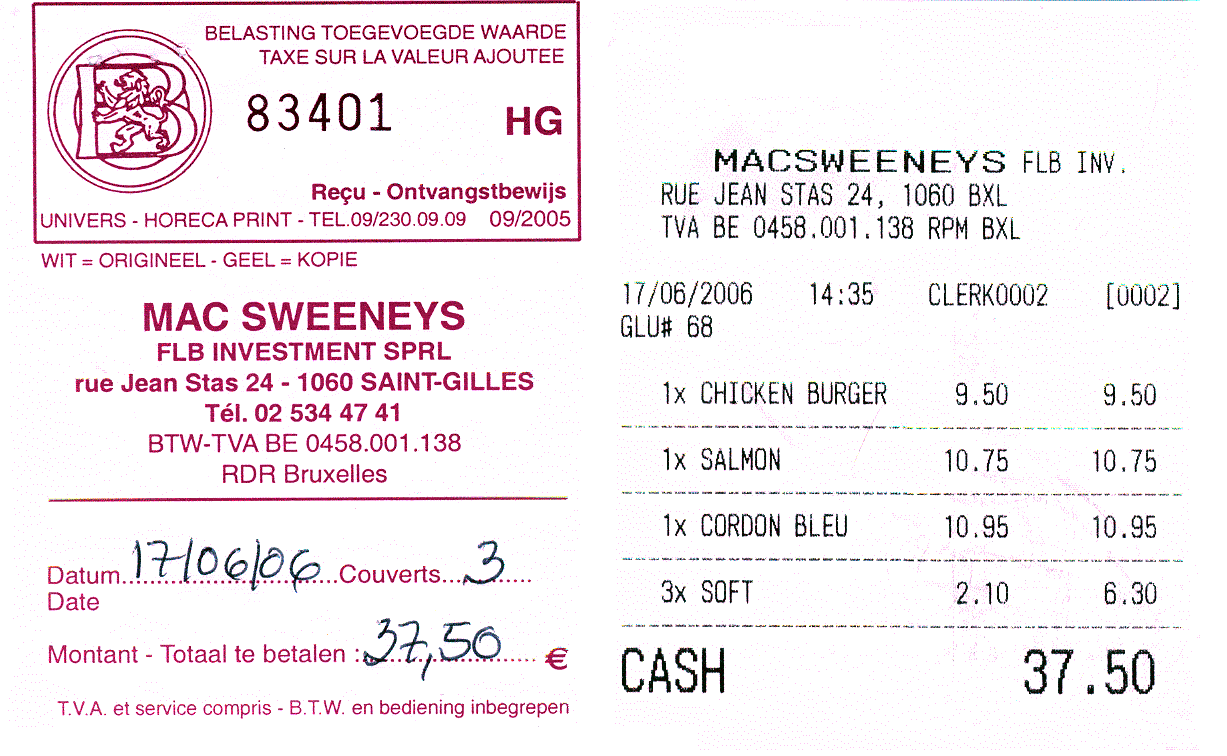
Belgische btw-kwitantie

Omzetbelasting is een indirecte  belasting die een overheid heft op de verkoop van producten of diensten.
Een veel voorkomend type is btw (belasting over de toegevoegde waarde). De belasting wordt geheven op de verkoopprijs van een product in elke stap van het productie- of distributieproces (bronbelasting), met verrekening van de door de producent of distributeur betaalde belasting. Uiteindelijk wordt de btw betaald door de consument en door niet-btw-plichtige organisaties.
Belasting op omzet of toegevoegde waarde  wordt toegepast in 136 landen, waaronder de meeste Europese landen. In Nederland bestaat de btw vanwege de Europese wetgever sinds 1 januari 1969 (Wet op de omzetbelasting 1968), in België sinds 1 januari 1971. Daarvoor kende men omzetbelasting in een cumulatief cascadestelsel.

## Geschiedenis
Het oude Athene lijkt de uitvinder van de omzetbelasting te zijn. Het helleense Egypte nam deze belastingvorm over. De Romeinse keizer Augustus in het Romeinse Rijk herintroduceerde het om zijn veteranen te kunnen betalen. De gehele middeleeuwen kwam het voor in de grote Europese staten, vooral in Spanje.
De Castiliaanse alcabala uit de veertiende eeuw, waaraan Spanje volgens Adam Smith zijn economische welvaart ontleende, varieerde van 2% tot 14%, terwijl primaire goederen een vrijstelling kenden. Hier was dus al sprake van een gedifferentieerd tariefstelsel. Het trok als succesvol idee over de Pyreneeën naar Frankrijk, terwijl de Italiaanse vorsten en steden niet achterbleven en deze belasting kopieerden. In de Nederlanden was de introductie van de Tiende Penning echter juist een van de aanleidingen voor de Opstand.
In de nieuwere tijd leek de omzetbelasting verdwenen, maar in Engeland verscheen zij in de vorm van een bundel accijnzen, als oplossing voor de geldnood die er ten tijde van de napoleontische oorlogen heerste. De VS redden zichzelf door omzetbelasting in te voeren tijdens de Amerikaanse Burgeroorlog. Omzetbelasting leek dan ook een crisisbelasting te zijn, wat te herkennen is in de negentiende eeuw in Europa. De Eerste Wereldoorlog zorgde voor een wedergeboorte van de omzetbelasting. Eerst Duitsland in 1916, in het midden van de Eerste Wereldoorlog, om de stijgende oorlogsuitgaven te dekken, Frankrijk in 1920 en België in 1921, om de desastreuze gevolgen van de oorlog het hoofd te bieden. Engeland kwam in 1940 met een uitgebreid systeem van accijnzen, dat men in zijn totaliteit als een omzetbelasting kan beschouwen, vanwege het probleem: How to pay the war?
Nederland voerde een omzetbelasting als zodanig in 1934 in, midden in de crisistijd van het decennium vóór de oorlog. De bedoeling was met de opbrengst de gevolgen van de crisis tegen te gaan. De toenmalige regering stelde ook dat het om een tijdelijke belastingverzwaring ging. Het succes (opbrengst) van de omzetbelasting was echter zo groot dat de plaats in het belastingstelsel steeds belangrijker werd.
De Europese Gemeenschap zocht naar een eenvormig belastingstelsel voor alle lidstaten en nam het idee van de Fransman Maurice Lauré Directeur adjoint de la Direction Générale des Impôts over om tot een Taxe sur la valeur ajoutée = TVA over te gaan. Het is nu niet meer weg te denken uit het Europese systeem. In Nederland was het minister van Financiën Johan Witteveen (VVD) die een team onder leiding van de fiscalist Koos Reugebrink aan het werk zette om de Wet op de omzetbelasting 1968 op te stellen. Die wet werd op 1 januari 1969 van kracht.

## Systemen van omzetbelasting
Het begrip omzetbelasting is in feite een verwarrend begrip, de belasting wordt in de EU al geruime tijd niet geheven over de omzet maar over de toegevoegde waarde. De volgende vormen van heffing komen voor of kwamen in het verleden voor.

### Belasting toegevoegde waarde (btw)
In de EU wordt belasting over de toegevoegde waarde geheven. Bij btw moet de ondernemer die een goed levert of een dienst verricht omzetbelasting in rekening brengen aan de afnemer. Vervolgens moet de ondernemer deze omzetbelasting afdragen aan de fiscus. De afnemer kan de betaalde btw als voorbelasting terugkrijgen van de fiscus als hij kan aantonen dat hij een belastingplichtig ondernemer is en dat hij het geleverde goed/dienst gebruikt binnen zijn onderneming.
Als nadelen van het toegevoegde-waardestelsel worden beschouwd:
1. Gecompliceerde administratie voor de ondernemers.
2. Bij vrijstellingen is belastingcumulatie toch mogelijk.
3. Fraudegevoeligheid: bij intracommunautaire leveringen (leveringen aan afnemers in andere EU-landen) dreigt het gevaar van carrouselfraude.

### Verkoopbelasting
Bij verkoopbelasting (retail/sales tax) wordt alleen belasting geheven op aankopen door een klant - tenzij de klant een bedrijf is. Deze vorm is gevoelig voor fraude en wordt daarom in Europa niet meer toegepast. Fraude is mogelijk doordat de klant kan proberen om goederen namens een bedrijf te kopen.
De nadelen van deze methode zijn:
1. Het is niet duidelijk welke ondernemers als detailhandelaar aangemerkt moeten worden;
2. Het is niet duidelijk welke klanten eindgebruikers zijn.

### Cascadestelsel
Bij deze vorm wordt er bij iedere transactie in het productieproces belasting geheven. Bij dit stelsel drukt er vaak een hoog percentage (cumulerende) belasting.
Een cascadestelsel heeft twee nadelen:
1. Doordat in de prijs van de goederen een belastingcomponent verwerkt zit, treedt er belastingcumulatie op: er wordt belasting geheven over de belasting. Er treedt meer cumulatie op naarmate het productieproces langer is en/of als het tarief hoger is. Dit is ook het geval bij drinkwater- en energielevering; hierin zit drinkwater- resp. energiebelasting waarover nog eens btw wordt geheven.
2. In lange bedrijfskolommen wordt de belastingdruk heel zwaar. Dit leidt tot verticalisering in de productieprocessen: bijvoorbeeld een schrijnwerker neemt een houthakker en een houtzager in dienst en verkoopt de kast ook nog eens zelf. De prijs zal dan dalen en daarmee ook de belastinginkomsten voor de overheid. Dit is een grote verstoring van de economie.

### Andere btw-systemen
- Additieve methode: Elke ondernemer betaalt belasting over de door hem toegevoegde componenten bij de productie van een goed of een dienst. Dit is een onnauwkeurige en gecompliceerde methode.
- Aftrek van vooromzet: Er wordt een aftrek gegeven volgens deze formule: btw-tarief x (de omzet van uitgaande prestaties - de kostprijs van inkomende prestaties).
- btw met butoir: Verrekening van betaalde en verschuldigde btw (net als bij aftrek van voorbelasting); als de betaalde btw hoger is, dan kan de ondernemer dit verschil doorschuiven naar een volgende periode. Hij krijgt het verschil echter niet terug.

### Voorbeeld van het cascadestelsel en het btw-stelsel
Een bepaalde bedrijfskolom verloopt als volgt:
1. Een houthakker kapt een boom (kosten en winstopslag 80) en verkoopt die aan een houtzager;
2. de houtzager zaagt de boom in planken (kosten en winstopslag 100) en verkoopt die aan een schrijnwerker;
3. de schrijnwerker maakt van de planken een kast (kosten en winstopslag 120) en verkoopt die aan de winkelier;
4. de winkelier verkoopt de kast (kosten en winstopslag 125) aan een klant.

De belastingberekening verloopt in het cascadestelsel als volgt, uitgaande van een belastingtarief van 10%:
| Verkoop door  | Geleverd goed | Inkoopprijs | (Arbeids)kosten + winst | Verkoopprijs (excl. btw) | Belasting | Verkoopprijs |
| ------------- | ------------- | ----------- | ----------------------- | ------------------------ | --------- | ------------ |
| houthakker    | boomstam      | 0,00        | 80,00                   | 80,00                    | 8,00      | 88,00        |
| houtzager     | planken       | 88,00       | 100,00                  | 188,00                   | 18,80     | 206,80       |
| schrijnwerker | kast          | 206,80      | 120,00                  | 326,80                   | 32,68     | 359,48       |
| winkelier     | kast          | 359,48      | 125,00                  | 484,48                   | 48,45     | 532,93       |
| Totaal        |               |             | 425,00                  |                          | 107,93    |              |

De klant betaalt uiteindelijk 532,93 voor een kast met een kostprijs exclusief belasting van 425 (532,93 minus 107,93) zodat effectief een percentage wordt geheven van ruim 25,39%. Er geldt, hoe langer de bedrijfskolom hoe groter het effectieve belastingpercentage. 
Bij de btw-methode is de uitwerking als volgt (zelfde gegevens maar nu een belastingpercentage van 21%):
| Verkoop door  | Geleverd goed | Inkoopprijs (excl. btw) | (Arbeids)kosten + winst | Verkoopprijs (excl. btw) | Belasting | Aftrek voorbelasting | Verkoopprijs (incl. btw) |
| ------------- | ------------- | ----------------------- | ----------------------- | ------------------------ | --------- | -------------------- | ------------------------ |
| houthakker    | boomstam      | 0,00                    | 80,00                   | 80,00                    | 16,80     | 0,00                 | 96,80                    |
| houtzager     | planken       | 80,00                   | 100,00                  | 180,00                   | 37,80     | 16,80                | 217,80                   |
| schrijnwerker | kast          | 180,00                  | 120,00                  | 300,00                   | 63,00     | 37,80                | 363,00                   |
| winkelier     | kast          | 300,00                  | 125,00                  | 425,00                   | 89,25     | 63,00                | 514,25                   |
| Totaal        |               |                         | 425,00                  |                          | 206,85    | 117,60               |                          |

De consument betaalt voor het product 514,25 bij toepassing van het btw-stelsel. Wat opvalt is dat ondanks een belasting van 11 procentpunten meer dan bij het cascadestelsel een vrijwel gelijke verkoopprijs ontstaat.

## Meer over btw

### Europese regelgeving
Omzetbelasting is in de Europese Unie vastgelegd in de btw-richtlijn. Dit houdt dat de nationale wetgeving wat betreft de omzetbelasting niet in strijd mag zijn met deze richtlijn. De harmonisatie van omzetbelasting in de Europese Unie heeft als doel te voorkomen dat er verstoringen optreden in het vrije verkeer van goederen en personen. Elke lidstaat heeft binnen het kader van de richtlijnen wetgeving gemaakt. Voor Nederland is dat gedaan middels wijzigingen van de Wet op de omzetbelasting 1968. Ook België heeft zijn wetgeving in overeenstemming met de btw-richtlijn opgesteld.
In de nationale wetgeving zijn op elementen afwijkingen aanvaardbaar, mits het resultaat gelijk is. Het minimumpercentage bedraagt 15%. In situaties waarbij de nationale wetgeving niet in overeenstemming is met de Europese regelgeving, kunnen belastingplichtigen met een rechtstreeks beroep op de richtlijn een voor hen (gunstiger) behandeling afdwingen bij de rechter. De nationale Belastingdiensten kunnen dat niet.
Dit uitgangspunt leidt dan ook tot vele procedures. Indien een bepaling uit de nationale wetgeving onduidelijkheden bevat of afwijkt ten opzichte van de richtlijn, kan de nationale rechter worden verzocht om prejudiciële vragen te stellen aan het Hof van Justitie van de Europese Gemeenschappen te Luxemburg. De uitspraken van dit Hof, op basis waarvan inzicht wordt verkregen in de richtlijnen, zijn bepalend voor de rechtspraak in de lidstaten. Het belang van deze uitleg is de laatste tientallen jaren de aanleiding geweest om de heffing van btw primair vanuit deze richtlijnen te benaderen.

#### Btw-gebied van de Europese Unie
Met het btw-gebied van de Europese Unie wordt het territorium bedoeld waarop de btw-richtlijn 2006/112/EG van toepassing is. In principe valt het Europese grondgebied van een EU-lidstaat onder de richtlijn. Onder andere Duitsland, Finland, Italië en Spanje kennen gebieden waarop de btw-richtlijn niet van toepassing is verklaard. Akrotiri en Dhekelia en Monaco die niet tot de EU behoren, worden in de richtlijn beschouwd als grondgebied van respectievelijk Cyprus en Frankrijk, waardoor de richtlijn daar wel van toepassing is. Hetzelfde gold tot vóór de Brexit voor het Eiland Man.

### Werking
De producenten en leveranciers verhogen de prijs van een product of dienst met het bedrag van de btw. Achteraf moeten zij dit btw-bedrag per aangifte aan de staat voldoen. Het lijkt alsof de ondernemer de omzetbelasting betaalt, maar uiteindelijk wordt de btw doorberekend aan de consument (ook wel eindverbruiker genoemd). 

#### Tarief
De EU-lidstaten kunnen naast het algemene tarief voor bepaalde goederen of diensten verlaagde tarieven toepassen. Deze tarieven worden vastgesteld op een percentage van de maatstaf van heffing dat niet lager mag zijn dan 6%. Ze zijn uitsluitend van toepassing op de categorieën goederen en diensten genoemd in bijlage III bij de btw-richtlijn „Lijst van de goederenleveringen en de diensten waarop de in artikel 98 bedoelde verlaagde tarieven mogen worden toegepast.”
Op de meeste goederen en diensten wordt het algemene tarief geheven (in Nederland en België 21%). Daarnaast kent Nederland het 9% (tot en met 2018: 6%) en het 0% tarief. In Nederland geldt het lage tarief van 9% onder andere voor levensmiddelen en boeken. Wat onder welk tarief valt is uiteindelijk een politiek besluit. Hierdoor is bijvoorbeeld konijnenvoer onderhevig aan het lage tarief voor de voedselketen, terwijl caviavoer valt onder het hoge tarief, omdat cavia's – in Nederland – niet gegeten worden. Over alle agrarische producten wordt in Nederland een laag btw-tarief geheven. Dit geldt ook voor bloemen en sierplanten.
België kent naast het algemene tarief het 12%, 6% en het 0% tarief.

#### Vrijgestelde prestaties
Voor sommige producten en diensten geldt een vrijstelling. Zo zijn in Nederland onder meer vrijgesteld medicijnen op doktersrecept door een apotheek, het geven van onderwijs, het verlenen van medische hulp, de meeste diensten die een bank verleent, en (behoudens uitzonderingen) de verhuur van en handel in onroerende zaken (met uitzondering van nieuwbouw).
Het 0%-tarief en de vrijstelling zijn niet hetzelfde. Bij goederen of diensten die belast zijn tegen het nultarief heeft de ondernemer recht op aftrek van de in rekening gebrachte voorbelasting. Een ondernemer die alleen vrijgestelde goederen levert of vrijgestelde diensten verricht heeft geen recht op aftrek van de in rekening gebrachte voorbelasting.

#### Aftrek van voorbelasting
De belastingplichtige ondernemer kan de door hem aan zijn leveranciers betaalde btw, de zogenaamde voorbelasting, terugkrijgen van de fiscus. Meestal gebeurt dit door de ingehouden btw te verrekenen met btw die de ondernemer aan de fiscus moet afdragen, maar het kan ook zo zijn dat de belastingdienst het bedrag aan hem uitbetaalt.
Als een onderneming zowel belaste als vrijgestelde prestaties levert kan alleen de voorbelasting die betrekking heeft op de belaste prestaties worden teruggevorderd. Dit kan betekenen dat hiervoor een verhoudingsgetal moet worden bepaald om de verrekenbare voorheffing te bepalen.

#### Belastingplichtige
Alleen belastingplichtigen zijn omzetbelasting verschuldigd. De btw-richtlijn is gedefinieerd in artikel 9 paragraaf 1 belastingplichtige als eenieder die in de uitoefening van een economische activiteit, geregeld en zelfstandig, met of zonder winstoogmerk, hoofdzakelijk of aanvullend, leveringen van goederen of diensten verricht die in dit Wetboek zijn omschreven, ongeacht op welke plaats de economische activiteit wordt uitgeoefend. 
De definitie omvat vier essentiële elementen:
1. Eenieder: dit kan een natuurlijk persoon zijn zoals een eenmanszaak of niet persoonlijk persoon, bijvoorbeeld een vennootschap, vereniging of vennootschap onder firma.
2. Economische activiteit: Hierbij worden alle activiteiten van de producent, handelaar of dienstverrichter beoogd.
3. Geregeld uitgeoefende werkzaamheid: hiermee wordt bedoeld dat het niet moet gaan om een incidenteel handeling, maar om een opeenvolging van handelingen van een werkzaamheid. Wanneer iets incidenteel is en wanneer het opeenvolgende handelingen betreft is lastig te definiëren en dient per geval feitelijk te worden vastgesteld.
4. Zelfstandig: De uitoefening van de werkzaamheid moet op zelfstandige basis gebeuren en niet in dienstverband. Er mag geen band van ondergeschiktheid zijn tegenover een ander persoon.

Voor de btw maakt het niet uit in welke rechtsvorm het bedrijf of beroep wordt uitgeoefend.

#### Btw-verklaring voor een pleziervaartuig
Als een pleziervaartuig buitengaats is geweest kan het voorkomen dat de douane bij terugkeer in Nederland vraagt naar bewijsstukken of voor het jacht BTW is betaald. Omdat die meestal niet aan boord zijn heeft de Douane een "Btw-verklaring voor een pleziervaartuig" ingevoerd, waarmee in zo'n geval de schipper kan aantonen dat er betaald is. Bij oudere jachten is het voor het verkrijgen van de verklaring voldoende dit aannemelijk te maken.

#### Aangifte doen
Een ondernemer moet meestal elk kwartaal zelf aangifte doen en het btw-bedrag voldoen. Sommige ondernemers doen aangifte per maand of per jaar. Als daarbij een fout wordt gemaakt, kan een suppletieaangifte worden ingediend.

### Inkomsten voor de overheid
In België zijn er bijna 700.000 btw-plichtigen. De tarieven zijn 0%, 6%, 12% en 21%. De opbrengst van de btw wordt geïnd door de Federale Overheidsdienst Financiën en vervolgens verdeeld over de Europese Unie, de federale staat, de gemeenschappen en de sociale zekerheid. Dit gebeurt volgens een vastgelegde verdeelsleutel, de zogenaamde affectatie.
In Nederland: volgens het CBS voor 2007: "Sinds 1997 brengt de btw meer op dan de loonbelasting. Hiermee is de btw de belangrijkste belasting voor het rijk." En: "De btw is in 2007 goed voor bijna 32 procent van de totale belastinginkomsten van het rijk. De opbrengst van deze indirecte belasting is daarmee groter dan de loonbelasting (29 procent), de vennootschapsbelasting (14 procent) en de accijnzen (8 procent). Tot 1997 vormde de loonbelasting de belangrijkste bron van belastinginkomsten van de overheid."

### Bijzondere situaties bij de bepaling van de btw
In het algemeen kunnen voor veel btw-plichtigen een aantal specifieke situaties gelden die er toe leiden dat de btw alleen op de eindgebruiker (consument) drukken en dus niet binnen de productieketen blijft hangen.
- Als een afnemer een rekening niet betaalt, bijvoorbeeld wegens faillissement, dan is de btw terug te vragen die over die omzet is afgedragen.
- Voor kosten die de onderneming niet maakt voor haar prestaties maar bijvoorbeeld voor privé doeleinden van de ondernemer of werknemers moet een correctie worden gemaakt in de aangifte. Dit geldt bijvoorbeeld voor de auto die ook privé gebruikt wordt door de ondernemer. Voor de bepaling van deze privé correctie kan een forfaitaire berekeningsmethode worden gebruikt.
- In bepaalde gevallen mag de voorbelasting niet geheel worden afgetrokken, bijvoorbeeld als de kantinekosten en kosten voor personeelsfeestjes, kerstpakketten e.d. per personeelslid (inclusief de eigenaar zelf) boven een bepaald bedrag uitkomen. In Nederland geldt daarvoor het zogenaamde BUA (Besluit Uitsluiting Aftrek). Ook hier geldt weer de achtergrond dat deze kosten niet zijn gemaakt ten behoeve van de productie, maar voor de werknemers als eindgebruiker van de goederen.
- Voor handelaren in gebruikte goederen geldt de zogenaamde margeregeling. Als een gebruikt goed wordt gekocht van een particulier kan de ondernemer namelijk gewoonlijk geen voorbelasting terug vragen. Door toepassing van de margeregeling wordt dat in veel gevallen gecompenseerd.
- Bij de verhuur van onroerende zaken, dat doorgaans is vrijgesteld, kan op vrijwillige basis worden gekozen toch btw in rekening te brengen, mits de huurder zelf ook belaste prestaties verricht. Voordeel daarvan is dat de verhuurder de voorbelasting kan terug vorderen, waardoor deze voorbelasting niet kostprijsverhogend werkt.
- Bij in- en verkoop van goederen of diensten in een ander land is een groot aantal bepalingen in de wetgeving opgenomen om te bepalen hoe de btw geheven gaat worden. Binnen de EU hanteert men daarvoor de term intracommunautaire prestaties.
- in bepaalde sectoren, bijvoorbeeld de bouwsector, is het in bepaalde situaties gebruikelijk zonder btw te factureren. In die gevallen verlegt de leverancier de btw aan zijn afnemer. Uiteraard geldt dit alleen voor de situatie waarin aan een btw-plichtige afnemer wordt geleverd.

### BTW Ontduiking
Om ontduiking van BTW tegen te gaan nemen landen verschillende soorten acties. Zo is in België het gebruik van witte kassa's verplicht in de horeca sector. Portugal en Italië organiseren BTW loterijen waar consumenten aan kunnen deelnemen aan de hand van hun kassaticket.